# Пар, Виллибальд
Виллибальд Пар (нем. Willibald Pahr, род. 5 июня 1930, Вена) — австрийский политик и дипломат, министр иностранных дел (1976—1983).

## Биография
Родился 5 июня 1930 года в Вене.
С 1976 по 1983 год он был министром иностранных дел Австрии, с 1983 по 1986 год он служил послом в Германии. С 1986 по 1989 год он занимал пост Генерального секретаря Всемирной туристской организации, а с 1990 по 1995 год занимал должность комиссара по делам беженцев в Министерстве внутренних дел Австрии.